# M.U.S.H.A.
M.U.S.H.A. (Musha Aleste: Full Metal Fighter Ellinor (яп. 武者アレスタ)) — видеоигра в жанре вертикального скролл-шутера из серии Aleste, разработанная компанией Compile в 1990 году эксклюзивно для игровой консоли Sega Mega Drive. Была издана компаниями Toaplan в Японии и Seismic в США. В январе 2009 года игра была переиздана на сервисе Virtual Console для Nintendo Wii.
В версии для США название M.U.S.H.A. является сокращением от "Metallic Uniframe Super Hybrid Armor".